# Диоскорейные
Диоскоре́йные (лат. Dioscoreaceae) — семейство однодольных растений, в которое входит 5—7 родов и более семисот видов из стран с тропическим и субтропическим климатом.

## Биологическое описание
Все диоскорейные — многолетние травянистые лианы, полукустарники или кустарники с вьющимися, редко со стелющимися стеблями. У многих видов основание стебля или сам корень образуют шишковатые вздутия, иногда огромных размеров.

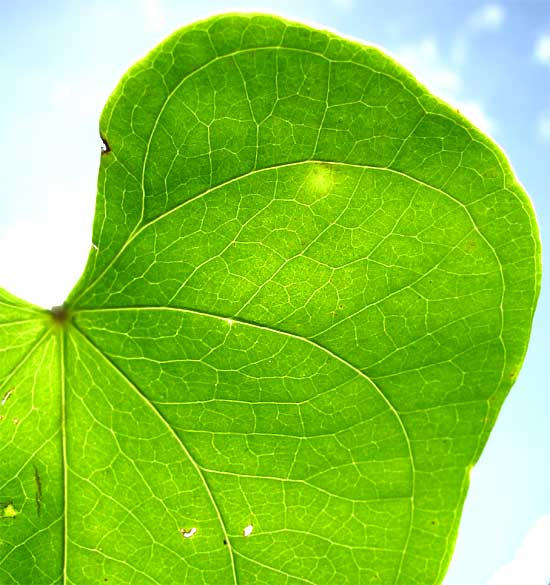
Dioscorea sp. Лист. Видно сетчато-нервное жилкование, нехарактерное для однодольных растений

Листья цельные, сетчато-нервные, как у двудольных. Анатомическое строение стеблей тоже напоминает двудольные.
Цветки в соцветиях, мелкие, зеленоватые, однополые и однополые, с шестираздельным околоцветником, шестью или тремя тычинками и нижней завязью.
Плод — ягода или коробочка.

## Использование

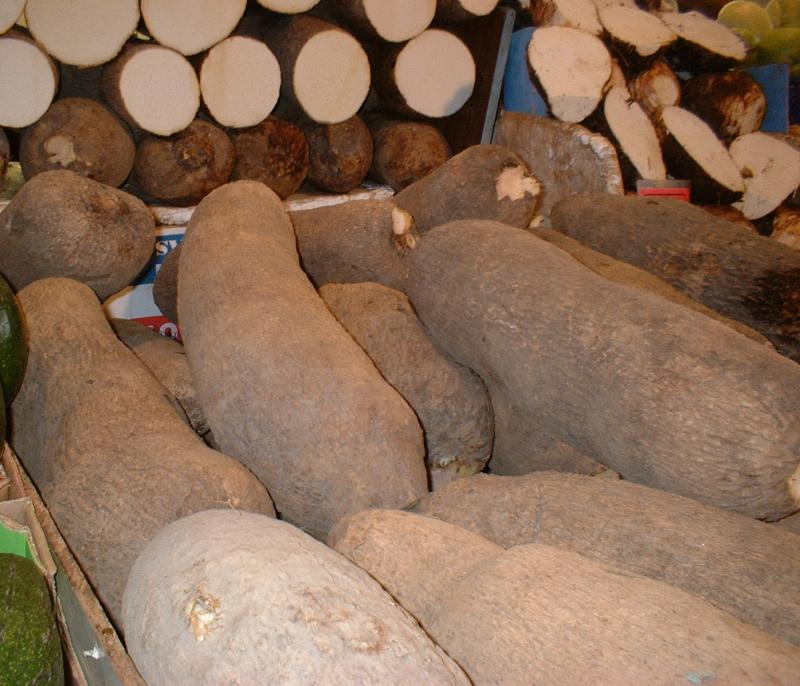
Ямс на рынке Brixton Market, Лондон, Великобритания.

Наиболее ценные растения из этого семейства — пищевые виды диоскореи, известные под собирательным названием ямс. Возделывание ямса в Африке и Азии, независимо друг от друга, возникло, по всей видимости, уже более 5000 лет назад. О значении этой культуры в жизни человечества говорит то, что ямс является основным пищевым продуктом более чем для полумиллиарда людей.
Наиболее известные пищевые виды:
- Диоскорея округлая, или «белый ямс» (Dioscorea rotundata)
- Диоскорея кайенская, или «жёлтый ямс» (Dioscorea cayenensis)
- Диоскорея супротивная, или «китайский ямс» (Dioscorea opposita)

Для научной медицины очень важными являются другие виды диоскореи, в корнях которых содержатся биологически активные вещества.

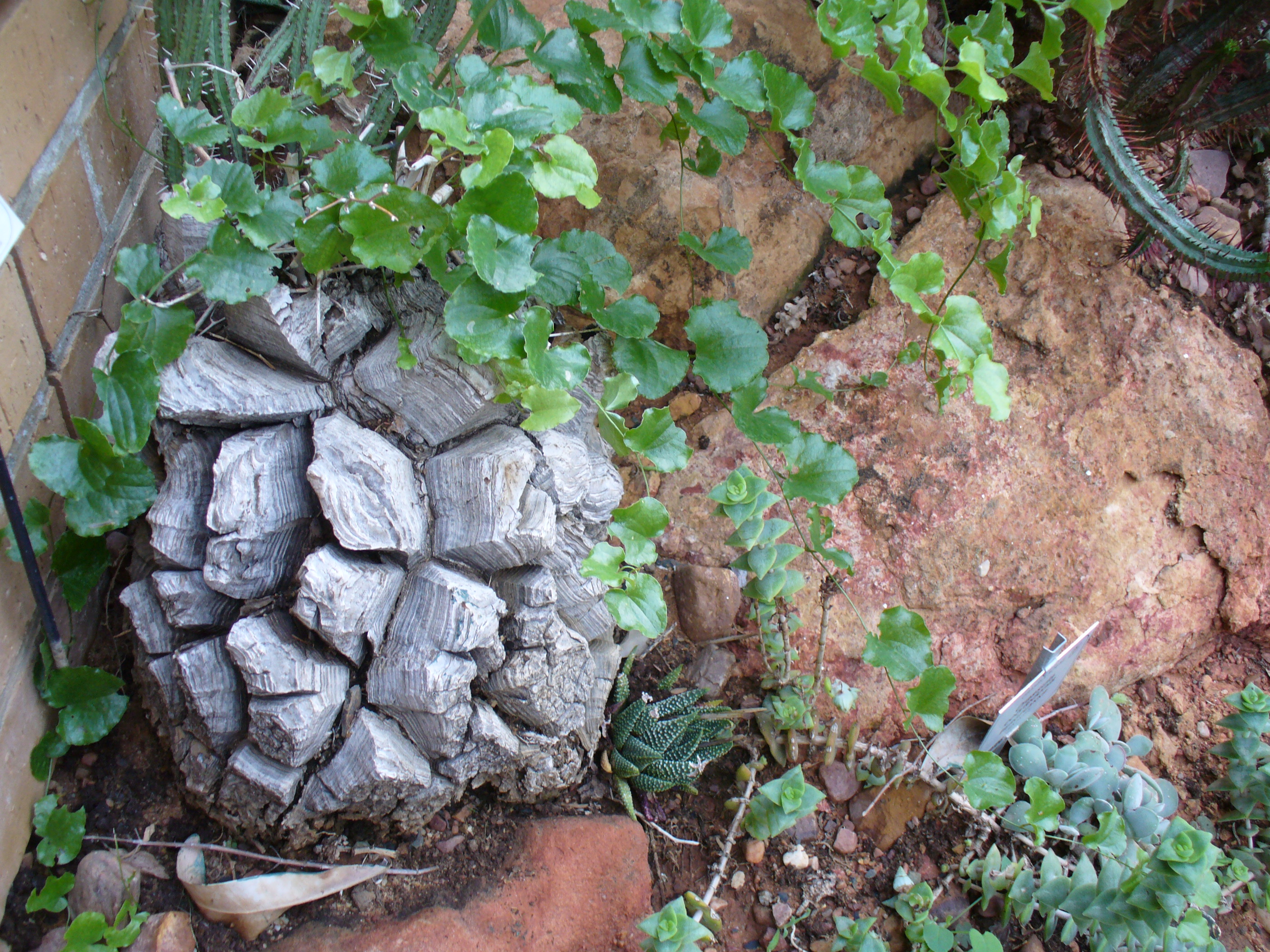
Диоскорея слоновая

Самое известное декоративное растение из этого семейства (которое выращивают и как комнатное растение) — Диоскорея слоновая, или «слоновая нога» (Dioscorea elephantipes) с надземным клубнем, похожим из-за покрывающих его многоугольных пробковых бляшек на панцирь черепахи. Разводят также и некоторые виды из рода Такка (Tacca): эти растения привлекательны по причине своего необычного вида.
Некоторые растения семейства содержат стероидные сапонины и алкалоиды.

## Роды
Список родов семейства Диоскорейные
- Список составлен по данным сайта GRIN[2].
- Возможна прямая и обратная сортировка по всем колонкам.
- В конце последней колонки приведена ссылка на персональную страницу таксона на сайте GRIN

| Научное название                                      | Русское название, дополнительная информация |
| ----------------------------------------------------- | --- |
| Avetra H.Perrier =~ Trichopus Gaertn.                 | Аветра. Монотипный род. Эндемик восточного побережья Мадагаскара. В настоящее время этот род обычно не выделяют из рода Trichopus. |
| Borderea Miégev. =~ Dioscorea L.                      | Бордерея. |
| Dioscorea Plum. ex L.                                 | Диоскорея. Самый большой род в семействе — в него входят около 650 видов патропического распространения. |
| Epipetrum Phil. =~ Dioscorea L.                       | Эпипетрум. |
| Helmia Kunth = Dioscorea L.                           | яяя |
| Hyperocarpa (Uline) G.M.Barroso et al. = Dioscorea L. | Гиперокарпа. |
| Nanarepenta Matuda = Dioscorea L.                     | Нанарепента |
| Oncus Lour. = Dioscorea L.                            | яяя |
| Rajania L. ~ Dioscorea L.                             | Рейания. Род с островов Карибского моря, состоящий примерно из 25 видов. Больше всего видов рейании растёт на Кубе. По внешнему виду представители этого рода похожи на диоскореи, но отличаются от них строением плода. |
| Schizocapsa Hance =~ Tacca J.R.Forst. & G.Forst.      | Схизокапса. |
| Stenomeris Planch.                                    | Стеномерис. Два вида, произрастающих на полуострове Малакка, на Филиппинах, Калимантане и Суматре. |
| Tacca J.R.Forst. & G.Forst.                           | Такка. Корневищные многолетние травы из тропиков Юго-Восточной Азии, Океании и Африки; один вид распространён в тропиках Южной Америки. Растение знаменито своими необычными цветками: из них свешиваются тычиночные нити длиной до 20 см; из-за этих цветков такку называют «летучая мышь» и «кошачий ус». Около десяти видов. Ранее род выделяли в отдельное семейство Такковые (Taccaceae). |
| Tamus L. =~ Dioscorea L.                              | Повитель, или Тамус. Четыре вида. Распространены в Средиземноморье. Вид Тамус обыкновенный, или Адамов корень (Tamus communis) имеет более широкий ареал — от Атлантического океана до Закавказья и Ирана; на территории бывшего СССР встречается на Кавказе и в Крыму. В настоящее время виды этого рода нередко включают в род Диоскорея (Dioscorea).                                        |
| Testudinaria Salisb. = Dioscorea L.                   | Тестудинария. |
| Trichopodium Lindl. = Trichopus Gaertn.               | Трихоподиум. |
| Trichopus Gaertn.                                     | Трихопус. Ранее это был монотипный род, распространённый на юге Индии, в Шри-Ланке, на полуострове Малакка. Сейчас в этот род включают также ещё один вид с Мадагаскара. |
| Ubium Cothen. = Dioscorea L.                          | Убиум. |

| |  |  |
| Представители семейства Диоскорейные (слева направо): Dioscorea elephantipes (Testudinaria elephantipes), Dioscorea villosa, Tacca chantrieri |  |  |